# Сагаан-Уула
Сагаан-Уула — агрокооператив в Могойтуйском районе Забайкальского края. Центральная усадьба расположена в селе Цаган-Ола.
Основное производственное направление кооператива — овцеводство. Общая земельная площадь 49,1 тыс. га.
На 2014 год в агрокооперативе числится 800 голов овец, 80 голов крупно-рогатого скота, 50 лошадей, 25 верблюдов, КамАЗ, 2 комбайна, 3 колесных трактора, 2 гусеничных трактора, 2 грузовика ГАЗ-53, трактор К-700. Председатель колхоза Очиржапов Пурбо.

## История
В 1927—1929 годы в местности устье реки Хара-Шибирь были организованы небольшие сельскохозяйственные объединения из 10-15 семей. Артель носившие название «Улан-Туя» (с бур. «Красная Заря») образовали 6 семей и «Мунхэ ажал» (с бур. «Вечный труд») 10 семей. В 1930 году они были объединены в колхозы им. И. В. Сталина и им. С. М. Кирова. В этих колхозах на 1940 год имелось 33 615 голов скота, в том числе 19 970 голов овец. В 1954 году колхоз им. И. В. Сталина выполнил план развития животноводства по всем видам и стал участником Всесоюзной сельскохозяйственной выставки. В 1958 году колхозы были объединены и переименованы в колхоз «Путь Ильича». С 1999 года кооператив носит современное название. В 1930-х годах в колхозах работали кавалер ордена Трудовой Славы А. Н. Шугаева, орденоносцы-чабаны Б. Дынжинов, Д. Дондоков, Б. Балданов, С. Сосоров и другие передовики производства Хандуев Буда, Абидуев Балдан.
В 2002 году число работников, занятых в сельскохозяйственном производстве, составило 250 человек. На 2006 год в кооперативе насчитывалось 6080 овец, крупно-рогатого скота — 201 голов и 331 — лошадей.
С 2010 года местное хозяйство стало племрепродуктором, получает за каждую матку дотацию и может участвовать в региональных выставках. Так, двух верблюдов продали в Якутию, пять животных возили на Байкал для съемок документального и художественного фильмов.